# 右松健太
右松 健太（みぎまつ けんた、1978年11月6日 - ）は、日本テレビの報道局記者。、ジャーナリスト、ニュースキャスター。元日本テレビアナウンサー。

## 来歴
東京都町田市出身。二浪を経て國學院大學文学部史学科（日本近現代史専攻）卒業。
高校時代は駅伝部に所属。高校時代にアメリカに短期留学の経験。
職務経歴
2003年4月、日本テレビに入社し、アナウンス部に所属（報道が希望だったが、アナウンス部への配属となった）。
『汐留スタイル!』（金曜日）、『ザ・ワイド』、『TVおじゃマンボウ』、『からだ元気科』（元気リポーター）、『NNN Newsリアルタイム』（スポーツ担当）、『イブニングプレス Donna』（木曜日）などに出演。→#アナウンサー時代の担当番組
2008年2月17日、東京マラソンに同僚のアナウンサーらと共に出場し、5時間12分5秒で完走した。2008年夏、『第28回全国高等学校クイズ選手権』にて、一部会場でラルフ鈴木の代理司会を務める。また同年より、『NEWS ZERO』でも鈴木の代理を務めるようになった。
2009年より日本テレビのアナウンサーユニット「ベアーズ」に参加。東京マラソン2009ではフジテレビの中継担当であったため、一記者として沿道で取材を担当。
2010年より『NEWS ZERO』のキャスター。
2011年3月に発生した東日本大震災では、取材も中継もこなした。
2016年6月1日、本人の希望により報道局へ異動。警視庁記者クラブのサブキャップ、その後、政治部の野党担当。
2019年10月4日よりBS日テレ・BS日テレ 4Kの報道番組『深層NEWS』の金曜日アンカーマン。現在は月から金まで、アンカーマン。

## 人物、パーソナルデータなど
- 仕事の能力の特徴 : 報道記者として現場で取材を行った経験と、ニュースキャスターの経験、それらをどちらも持っている。（そのおかげで）スタジオ内のカメラの前に専門家などのゲストを呼び、取材のようなやりとりをしつつ情報を聞き出すというスタイルでテレビの視聴者に情報を提供する番組を成立させることもできる[9]。
- 趣味 : 日テレ入社時の趣味は写真撮影、音楽鑑賞[1]。
- スポーツ : サッカー、剣道
- 資格 : 普通自動車免許、剣道初段[1]
- 同僚 : アナウンサー時代の同期は森麻季、鈴江奈々、上重聡[1]。
- 家族：妻。子がひとり。
- 身体データ：身長178 cm[1]

## 出演番組
- 深層NEWS
  - 金曜日アンカーマン（2019年10月4日 - 2020年3月27日）
  - 月 - 木曜担当キャスター（2020年3月30日 - 2021年3月26日）
  - 水・木曜担当キャスター（2021年3月31日 - 2022年11月24日）
  - 水・木・隔週金曜担当キャスター（2022年11月30日 - 2023年3月31日）
  - 全曜日担当キャスター（2023年4月3日 - ）

### アナウンサー時代の担当番組
- クリック!（ダイナマイトスターボウリングの実況）
- 汐留スタイル!（金曜日）
- ザ・ワイド
- TVおじゃマンボウ
- からだ元気科（元気リポーター）
- スポ天ワイド（NNN24）
- NNN Newsリアルタイム（スポーツ担当）
- イブニングプレス Donna（木曜日）
- 全国高等学校クイズ選手権（2008年・第28回、鈴木崇司の地区大会司会代理）
- ご存じですか（不定期）
- スッキリ!!
- デイリープラネット スポーツ&ニュース（スポーツ担当）（日テレNEWS24 火・水 23:00 - 、24:00 - / 担当時間は23:35 - 、24:35 - 頃）
- NEWS ZERO（2010年4月1日 - 2016年3月25日、現場リポーター）以前にも、鈴木崇司が休暇や出張時に代理キャスターを務めていた。2013年4月よりフィールドキャスターから鈴江奈々の後任で進行アナウンサーに転向した。
- ZERO  MINUTE (2013年4月 - 2016年3月)
- 深層NEWS（BS日テレ、金曜サブキャスター、2016年4月1日 - 5月27日)
- 真相報道 バンキシャ!（ニュースコーナー、2016年4月3日 - 5月29日）